# Jhonny da Silva
Jhonny Alexander da Silva Sosa (Pando, 21 agosto 1991) è un calciatore uruguaiano, portiere del Montevideo Wanderers.

## Carriera

### Club
Ha iniziato la sua carriera da calciatore professionista nel 2009 al Tacuarembó.

### Nazionale
Nel 2011 viene convocato dalla nazionale Under-20 uruguaiana per prendere parte al campionato mondiale.